# 111661 Mamiegeorge
111661 Mamiegeorge este o planetă minoră (asteroid) din Mars-crossing asteroid⁠(d). A fost descoperită pe 16 ianuarie 2002 la Needville⁠(d) de William G. Dillon⁠(d). 
Obiectul prezintă o orbită caracterizată de o semiaxă mare de 1,872510287703 UAi, o excentricitate de 0,16, o înclinație de 21,4 ° în raport cu ecliptica.